# Lange Frans & Baas B
Lange Frans & Baas B (en français : « Long Frans et chef B ») un duo de hip-hop néerlandais. Il est formé en 1997 de Frans Frederiks (né en 1980) et Bart Zeilstra (né en 1982), tous deux natifs d'Amsterdam, se rencontrant lors de leur enfance à Diemen. Le duo se sépare en 2009 avant de se reformer en 2019.

## Biographie

### Débuts
Frans Frederiks (alias Lange Frans) et Bart Zeilstra (alias Baas B) ont tous les deux grandi à Diemen, en 1997, ils vont fonder le groupe D-Men (nom qui, prononcé en anglais, donne la même sonorité que le nom de leur ville en néerlandais). D-Men sortira son premier single Zoveel Mensen en 1999 puis gagnera un concours de chasseur de talents, organisé en 2001 par Stichting Grap. En 2003, D-Men gagne en popularité en collaborant avec des noms tels que Brace, Yes-R, Soesi B, Negativ, Brutus, C-Ronic et DJ MBA. 

### Succès et séparation
C'est seulement en 2004 que Lange Frans et Baas B commence à sortir des singles en duo, avec notamment Moppie qui connut un certain succès. Leur troisième single Zinloos (avec la participation de la chanteuse Ninthe), un plaidoyer contre la violence gratuite (Zinloos geweld en néerlandais) qui va prendre la première place des hits néerlandais.  Après l'assassinat de Theo van Gogh, réalisateur néerlandais, par Mohammed Bouyeri, Lange Frans & Baas B vont adapter leur chanson en y intégrant un passage sur le réalisateur. En 2005 ils vont sortir leur deuxième numéro un des hits avec Het Land Van.
Le 27 mars 2009, ils annoncent au programme radio de Giel Beelen sur 3fm qu'ils arrêtent leur duo.

## Discographie

### Albums studio
- 2004 : Supervisie
- 2005 : Het Land Van
- 2008 : Verder

### Singles
- 2004 : Supervisie
- 2004 : Moppie (featuring Brace)
- 2004 : Zinloos (featuring Ninthe)
- 2005 : Supervisie (réédition)
- 2005 : Het land van...
- 2005 : Mee naar Diemen-Zuid
- 2006 : Ik wacht al zo lang (featuring Brutus et Tim Akkerman)
- 2006 : Dit moet een zondag zijn